# Tekolďany
Tekolďany és un poble i municipi d'Eslovàquia que es troba a la regió de Trnava, a l'oest del país. El 2023 tenia 114 habitants.

## Història
La primera menció escrita de la vila es remunta al 1310.

## Demografia
| Godina             | 1994 | 2004   | 2014    | 2024    |
| ------------------ | ---- | ------ | ------- | ------- |
| Nombre de persones | 175  | 165    | 140     | 118     |
| Diferència         |      | −5,71% | −15,15% | −15,71% |

| Godina             | 2023 | 2024   |
| ------------------ | ---- | ------ |
| Nombre de persones | 114  | 118    |
| Diferència         |      | +3,50% |